# 2-га армія (Велика Британія)
2-га а́рмія Великої Британії (англ. Second Army (United Kingdom)) — військове об'єднання армії Великої Британії. Заснована 26 грудня 1914 року. Брала активну участь у Першій та Другій світових війнах.